# Clare Egan
Clare Egan (ur. 19 listopada 1987 w Cape Elizabeth) – amerykańska biathlonistka, uczestniczka mistrzostw świata oraz zimowych igrzysk olimpijskich.
Po sezonie 2021/2022 zakończyła sportową karierę.

## Osiągnięcia

### Igrzyska Olimpijskie
| Rok  | Miejscowość | Konkurencje | Konkurencje | Konkurencje | Konkurencje | Konkurencje | Konkurencje | Konkurencje |
| Rok  | Miejscowość | IN          | SP          | PU          | MS          | RL          | MR          | SR          |
| ---- | ----------- | ----------- | ----------- | ----------- | ----------- | ----------- | ----------- | ----------- |
| 2018 | Pjongczang  | 62.         | 61.         | –           | –           | 13.         | –           | nd.         |
| 2022 | Pekin       | 39.         | 46.         | 38.         | –           | 11.         | 7.          | nd.         |

### Mistrzostwa świata
| Rok  | Miejscowość | Konkurencje | Konkurencje | Konkurencje | Konkurencje | Konkurencje | Konkurencje | Konkurencje |
| Rok  | Miejscowość | IN          | SP          | PU          | MS          | RL          | MR          | SR          |
| ---- | ----------- | ----------- | ----------- | ----------- | ----------- | ----------- | ----------- | ----------- |
| 2015 | Kontiolahti | 51.         | 39.         | 51.         | –           | 11.         | –           | nd.         |
| 2016 | Oslo        | 66.         | 84.         | –           | –           | 13.         | –           | nd.         |
| 2017 | Hochfilzen  | 22.         | 20.         | 41.         | 24.         | 14.         | 16.         | nd.         |
| 2019 | Östersund   | 53.         | 11.         | 12.         | 26.         | 9.          | 19.         | –           |
| 2020 | Anterselva  | 58.         | 26.         | 46.         | –           | 15.         | 13.         | –           |
| 2021 | Pokljuka    | 39.         | 54.         | 44.         | –           | 13.         | 12.         | 22.         |

### Mistrzostwa Europy
| Rok  | Miejscowość | Konkurencje | Konkurencje | Konkurencje | Konkurencje | Konkurencje | Konkurencje | Konkurencje |
| Rok  | Miejscowość | IN          | SP          | PU          | MS          | RL          | MR          | SR          |
| ---- | ----------- | ----------- | ----------- | ----------- | ----------- | ----------- | ----------- | ----------- |
| 2018 | Ridnaun     | –           | 70.         | –           | –           | –           | –           | nd.         |

### Puchar Świata

#### Miejsca w klasyfikacji generalnej
| Sezon     | Miejsce |
| --------- | ------- |
| 2014/2015 | 94.     |
| 2015/2016 | 67.     |
| 2016/2017 | 55.     |
| 2017/2018 | 63.     |
| 2018/2019 | 18.     |
| 2019/2020 | 42.     |
| 2020/2021 | 36.     |
| 2021/2022 | 45.     |

#### Miejsca na podium w zawodach PŚ chronologicznie
| Lp. | Dzień    | Rok  | Miejscowość | Konkurencja            | Lokata | Pudła   | Czas biegu  | Strata   | Zwycięzca   |
| --- | -------- | ---- | ----------- | ---------------------- | ------ | ------- | ----------- | -------- | ----------- |
| 1.  | 24 marca | 2019 | Oslo        | Bieg masowy na 12,5 km | 3.     | 0+0+0+1 | 36:06,6 min | + 10,4 s | Hanna Öberg |